# Thomomys idahoensis
Thomomys idahoensis е вид бозайник от семейство Гоферови (Geomyidae).

## Разпространение
Видът е разпространен в САЩ (Айдахо, Монтана, Уайоминг и Юта).